# Diplazium montediabloense
Diplazium montediabloense är en majbräkenväxtart som beskrevs av George Richardson Proctor.
Diplazium montediabloense ingår i släktet Diplazium och familjen Athyriaceae. Inga underarter finns listade i Catalogue of Life.